# Campeonato Mundial de Atletismo Júnior de 2012 - Salto com vara feminino
A prova do salto com vara feminino do Campeonato Mundial de Atletismo Júnior de 2012 ocorreu entre os dias 12 e 14 de julho em Barcelona, na Espanha. 

## Recordes
Antes desta competição, os recordes mundiais e do campeonato nesta prova eram os seguintes:
|     | Nome                                           | Nacionalidade              | Altura | Local              | Data                                    |
| --- | ---------------------------------------------- | -------------------------- | ------ | ------------------ | --------------------------------------- |
| WJR | Angelica Bengtsson                             | Suécia                     | 4.63 m | Estocolmo          | 22 de fevereiro de 2011                 |
| CR  | Floé Kühnert Ekaterina Kolesova Valeriya Volik | Alemanha · Rússia · Rússia | 4.40 m | Kingston Bydgoszcz | 18 de julho de 2002 11 de julho de 2008 |

Os seguintes recordes mundiais ou do campeonato foram estabelecidos durante esta competição: 
| Data        | Evento | Nome               | Nacionalidade | Altura | Notas                 |
| ----------- | ------ | ------------------ | ------------- | ------ | --------------------- |
| 14 de julho | Final  | Angelica Bengtsson | Suécia        | 4.50 m | Recorde do campeonato |

## Medalhistas
| Ouro                     | Prata                  | Bronze              |
| Angelica Bengtsson (SWE) | Elizabeth Parnov (AUS) | Roberta Bruni (ITA) |

## Cronograma
Todos os horários são locais (UTC+1).
| Data        | Hora  | Evento       |
| ----------- | ----- | ------------ |
| 12 de julho | 09:30 | Qualificação |
| 14 de julho | 19:05 | Final        |

## Resultados

### Qualificação
Qualificação: 4,10 m (Q) ou pelo menos melhor 12 qualificado (q) 
| Posição | Grupo | Atleta              | Nacionalidade  | 3.65 | 3.85 | 3.95 | 4.05 | 4.10 | Resultados | Notas           |
| ------- | ----- | ------------------- | -------------- | ---- | ---- | ---- | ---- | ---- | ---------- | --------------- |
| 1       | A     | Alissa Söderberg    | Suécia         | -    | o    | o    | o    | o    | 4.10       | Q               |
| 1       | B     | Angelica Bengtsson  | Suécia         | —    | —    | -    | -    | o    | 4.10       | Q               |
| 1       | B     | Emily Grove         | Estados Unidos | -    | o    | o    | o    | o    | 4.10       | Q               |
| 1       | A     | Ganna Shelekh       | Ucrânia        | -    | -    | -    | o    | o    | 4.10       | Q               |
| 1       | A     | Huiqin Xu           | China          | —    | -    | o    | -    | o    | 4.10       | Q               |
| 1       | B     | Natalya Demidenko   | Rússia         | —    | —    | o    | -    | o    | 4.10       | Q               |
| 7       | B     | Anjuli Knäsche      | Alemanha       | -    | xo   | o    | xo   | o    | 4.10       | Q               |
| 8       | A     | Lilli Schnitzerling | Alemanha       | —    | o    | xo   | xo   | xo   | 4.10       | Q               |
| 9       | A     | Liz Parnov          | Austrália      | —    | —    | —    | o    | xxx  | 4.05       | q               |
| 9       | A     | Roberta Bruni       | Itália         | —    | -    | -    | o    | xxx  | 4.05       | q               |
| 11      | B     | Kira Grünberg       | Áustria        | —    | o    | xo   | xo   | xxx  | 4.05       | q, NJR          |
| 12      | B     | Reena Koll          | Estónia        | xo   | xo   | xo   | xo   | xxx  | 4.05       | q               |
| 13      | B     | Sonia Malavisi      | Itália         | o    | o    | o    | xxo  | xxx  | 4.05       | Recorde pessoal |
| 14      | A     | Kristina Bondarenko | Rússia         | -    | xo   | o    | xxo  | xxx  | 4.05       |                 |
| 15      | A     | Seda Firtina        | Turquia        | xo   | xo   | o    | xxx  |      | 3.95       | NJR             |
| 16      | B     | Iryna Yakaltsevich  | Bielorrússia   | o    | o    | xo   | xxx  |      | 3.95       |                 |
| 17      | B     | Clara Amat          | Espanha        | xo   | o    | xo   | xxx  |      | 3.95       |                 |
| 18      | A     | Yeoryía Stefanídi   | Grécia         | o    | xo   | xxo  | xxx  |      | 3.95       |                 |
| 18      | B     | Buse Arikazan       | Turquia        | o    | xo   | xxo  | xxx  |      | 3.95       | NJR             |
| 20      | A     | Sydney White        | Estados Unidos | o    | o    | xxx  |      |      | 3.85       |                 |
| 21      | A     | Diamara Planell     | Porto Rico     | xo   | o    | xxx  |      |      | 3.85       |                 |
| 21      | A     | Enna Hassinen       | Finlândia      | xo   | o    | xxx  |      |      | 3.85       |                 |
| 21      | B     | Paris McCathrion    | Austrália      | xo   | o    | xxx  |      |      | 3.85       |                 |
| 24      | A     | Maialen Axpe        | Espanha        | xo   | xo   | xxx  |      |      | 3.85       |                 |
| 25      | B     | Alysha Newman       | Canadá         | o    | xxx  |      |      |      | 3.65       |                 |
|         | B     | Jasmine Moser       | Suíça          | xxx  |      |      |      |      | NM         |                 |
|         | B     | Katie Byres         | Reino Unido    | -    | -    | -    | xxx  |      | NM         |                 |
|         | B     | Olga Zyuzina        | Ucrânia        | -    | xxx  |      |      |      | NM         |                 |
|         | A     | Yeeun Choi          | Coreia do Sul  | xxx  |      |      |      |      | NM         |                 |

### Final
A prova final foi realizada no dia 14 de julho ás 19:05. 
| Posição           | Atleta              | Nacionalidade  | 3.80 | 3.95 | 4.05 | 4.15 | 4.20 | 4.25 | 4.30 | 4.35 | 4.40 | 4.45 | 4.50 | 4.60 | Resultados | Notas                 |
| ----------------- | ------------------- | -------------- | ---- | ---- | ---- | ---- | ---- | ---- | ---- | ---- | ---- | ---- | ---- | ---- | ---------- | --------------------- |
| Medalha de ouro   | Angelica Bengtsson  | Suécia         | –    | -    | -    | -    | -    | o    | -    | o    | -    | -    | xo   | xxx  | 4.50       | Recorde do campeonato |
| Medalha de prata  | Liz Parnov          | Austrália      | -    | -    | -    | -    | xxo  | -    | o    | -    |      |      |      |      | 4.30       |                       |
| Medalha de bronze | Roberta Bruni       | Itália         | –    | -    | xo   | xxo  | xxo  | xxx  |      |      |      |      |      |      | 4.20       |                       |
| 4                 | Kira Grünberg       | Áustria        | xxo  | o    | o    | o    | xxx  |      |      |      |      |      |      |      | 4.15       | NJR                   |
| 4                 | Anjuli Knäsche      | Alemanha       | o    | xo   | xo   | o    | xx-  | x    |      |      |      |      |      |      | 4.15       |                       |
| 6                 | Emily Grove         | Estados Unidos | o    | xo   | o    | xo   | xxx  |      |      |      |      |      |      |      | 4.15       |                       |
| 7                 | Alissa Söderberg    | Suécia         | o    | o    | o    | xxo  | xxx  |      |      |      |      |      |      |      | 4.15       |                       |
| 8                 | Huiqin Xu           | China          | -    | -    | o    | xxx  |      |      |      |      |      |      |      |      | 4.05       |                       |
| 9                 | Lilli Schnitzerling | Alemanha       | xo   | xxo  | xxx  |      |      |      |      |      |      |      |      |      | 3.95       |                       |
| 10                | Reena Koll          | Estónia        | o    | xxx  |      |      |      |      |      |      |      |      |      |      | 3.80       |                       |
|                   | Natalya Demidenko   | Rússia         | -    | -    | xxx  |      |      |      |      |      |      |      |      |      | NM         |                       |
|                   | Ganna Shelekh       | Ucrânia        | -    | -    | -    | xxx  |      |      |      |      |      |      |      |      | NM         |                       |

Legenda
| Recorde mundial       | Recorde mundial (World record)               |                       | Recorde africano                      | Recorde africano (African) |                                           | Q | Classificado por posição (Qualified) |
| Recorde do campeonato | Recorde do campeonato (Championship record)  | Recorde da América    | Recorde da América (Americas)         | q                          | Classificado por melhor tempo (Qualified) |   |                                      |
| Melhor marca do ano   | Melhor marca do ano (World leading)          | Recorde asiático      | Recorde asiático (Asian)              | DNS                        | Não largou (Did not start)                |   |                                      |
| Recorde nacional      | Recorde nacional (National record)           | Recorde europeu       | Recorde europeu (European)            | DNF                        | Não terminou (Did not finish)             |   |                                      |
| Recorde pessoal       | Recorde pessoal do atleta (Personal best)    | Recorde da Oceania    | Recorde da Oceania (Oceania)          | DSQ / DQ                   | Desclassificado (Disqualified)            |   |                                      |
| Recorde da temporada  | Recorde da temporada do atleta (Season best) | Recorde sul-americano | Recorde sul-americano (South America) | NM                         | Sem marca (No mark)                       |   |                                      |